# Bumpy Ride
Bumpy Ride – debiutancki singel szwedzkiego piosenkarza Mohombiego promujący album MoveMeant. Utwór został wydany 24 sierpnia 2010 roku. Napisany min. przez marokańsko-szwedzkiego producenta Nadira Khayata (RedOne), który również wyprodukował ten singel. Utwór osiągnął pierwsze miejsce na listach przebojów w Holandii, a także dotarł to pierwszej dziesiątki na listach przebojów w Belgii, Czechach, Danii, Finlandii, Francji, Norwegii, Polski, Słowacji i Szwecji.

## Lista utworów
- US digital download

1. "Bumpy Ride" – 3:44

- German digital download

1. "Bumpy Ride" – 3:45
2. "Bumpy Ride" (Chuckie Remix) – 6:23

- French digital download

1. "Bumpy Ride" – 3:45
2. "Bumpy Ride" (French Version) – 3:45